# 马克斯·雷恩斯福德
马克斯·雷恩斯福德（英語：Max Rainsford，1962年12月25日—），澳大利亚男子自行车运动员。他曾代表澳大利亚参加1986年英联邦运动会自行车比赛，获得男子1公里计时赛铜牌。